# Thomas Nauerth
Thomas Nauerth (* 14. Juni 1961) ist ein deutscher römisch-katholischer Theologe und außerplanmäßiger Professor für Religionspädagogik am Institut für Katholische Theologie an der Universität Osnabrück.

## Leben
Thomas Nauerth arbeitete zunächst, nach seinem Studium der katholischen Theologie an der Universität Münster, als wissenschaftlicher Mitarbeiter am Lehrstuhl für Exegese des Alten Testaments bei Peter Weimar an der Universität Münster. Er promovierte 1996 mit einer Arbeit zu den Jakoberzählungen der Genesisbüchern. Von 2002 bis 2005 war er wissenschaftlicher Mitarbeiter am Lehrstuhl für Praktische Theologie an der Universität Vechta. Im Jahr 2009 habilitierte er sich zum Thema Bibeldidaktik und Kinderbibeln an der Universität Osnabrück. Dort wurde er 2015 zum außerplanmäßigen Professor ernannt und arbeitet außerdem als Autor und Publizist. Arbeitsschwerpunkte sind Friedenstheologie, Friedenserziehung und biblische Bildung.
Thomas Nauerth ist mit Annette Nauerth verheiratet und hat drei Töchter.

## Tätigkeit
Thomas Nauerth ist beheimatet im Internationalen Versöhnungsbund (Deutscher Zweig), Mitglied des wissenschaftlichen Beirats von Pax Christi und gründete mit Kollegen 2018 das Ökumenische Institut für Friedenstheologie. Er ist Redakteur der Homepage friedenstheologie.de sowie der Homepage bibelunddidaktik.uni-osnabrueck.de und verantwortet zusammen mit Peter Bürger die Buchreihe edition pace.

## Publikationen

### Monographien
- Untersuchungen zur Komposition der Jakoberzählungen. Auf der Suche nach der Endgestalt des Genesisbuches. Peter Lang, Frankfurt 1997, ISBN 978-3-631-30220-0
- Fabelnd Denken Lernen. Konturen biblischer Didaktik am Beispiel Kinderbibel. V&R unipress, Göttingen 2009, ISBN 978-3-89971-729-7.
- Zeugnis, Liebe und Widerstand. Der Rhönbruderhof 1933–1937. Schöningh, Leiden 2017, ISBN 978-3-506-78777-4.
- Friede ist der Name Gottes. Frieden als leitende Perspektive und Aufgabe der Religionspädagogik, Bielefeld 2023, (Online)

### Herausgeberschaft und Übersetzungen
- mit Klara Butting, Gerard Minaard, Christian Reiser: Träume einer gewaltfreien Welt. Bibel – Koran – praktische Schritte. Wittingen 2001, ISBN 978-3-932810-14-5
- Konzeption, Redaktion und Herausgabe des Musikprojektes „Gewalt ist keinem Christen erlaubt! Ein musikalisch-literarisches Gedenken an verfolgte Liebhaber der Bergpredigt“–aufgeführt auf dem Ökumenischen Kirchentag Berlin 2003 (Online)
- Handbibliothek Christlicher Friedenstheologie (= Sonderband der Digitalen Bibliothek). Berlin 2004, ISBN 978-3-89853-013-2.
- Hans Denck, Vom Gesetz und von der Liebe. Zwei Schriften. Mit einem Vorwort von Walter Hollenweger (TäuferTexte 1). Weisenheim am Berg 2007, ISBN 978-3-88744-450-1.
- Friede findet tausend Wege. 100 Jahre Versöhnungsbund. Ein Lesebuch, Minden 2014
- mit Georg Steins: Walter Wink, Verwandlung der Mächte. Eine Theologie der Gewaltfreiheit. Regensburg 2014, ISBN 978-3-7917-2591-8.
- mit Matthias Engelke: Jean Lasserre, Die Christenheit vor der Gewaltfrage. Die Stunde für ein Umdenken ist gekommen. Berlin 2010, ISBN 978-3-643-10689-6.
- mit Volker Garske, Anja Niermann: Vom Können erzählen: Ein Lesebuch zum Frieden (Festschrift für Egon Spiegel). Berlin, Münster 2017, ISBN 978-3-643-13849-1.
- John Dear, Ein Mensch des Friedens und der Gewaltfreiheit werden. Ausgewählte Aufsätze und Reden. Aus dem Englischen von Ingrid von Heiseler. BoD, Norderstedt 2018, ISBN 978-3-7460-8898-3.
- mit Rainer Schmid, Matthias-W. Engelke, Peter Bürger: Die Seelen rüsten. Zur Kritik der staatskirchlichen Militärseelsorge und Im Sold der Schlächter. Texte zur Militärseelsorge im Hitlerkrieg. BoD, Norderstedt 2019, ISBN 978-3-7481-0172-7.
- John Dear, Gewaltfrei Leben. Aus dem Englischen von Ingrid von Heiseler. BoD, Norderstedt 2019, ISBN 978-3-7494-5179-1.
- (mit dem Ökumenischen Institut für Friedenstheologie): Was ist Friedenstheologie? Eine Spurensuche und ein Lesebuch. BoD, Norderstedt 2020, ISBN 978-3-7526-4444-9.
- mit Annette Nauerth: Ullrich Hahn, Vom Lassen der Gewalt. Thesen, Texte, Theorien zu Gewaltfreiem Handeln heute. BoD, Norderstedt 2020, ISBN 978-3-7519-4442-7.
- Franziskus Maria Stratmann O.P., Weltkirche und Weltfriede. Katholische Gedanken zum Kriegs- und Friedensproblem [1924] (Kirche & Weltkrieg – Band 5). BoD, Norderstedt 2021, ISBN 978-3-7534-3993-8.
- mit Stefanie Wahl und Stefan Silber: Gewaltfreie Zukunft? Gewaltfreiheit konkret! Ethische und theologische Impulse Dokumentation des pax christi-Kongresses 2019, Münster 2021
- mit Klaus Hagedorn: Pattery, George SJ: Gandhi als Glaubender. Eine indisch-christliche Sichtweise. Aus dem Englischen von Ingrid von Heiseler, Norderstedt 2021
- mit Annette M. Stroß: In den Spiegel schauen. Friedenswissenschaftliche Perspektiven für das 21. Jahrhundert – Ein Lesebuch mit Texten von Egon Spiegel, Norderstedt 2022
- mit Laurentius Höhn und Egon Spiegel: Frieden als katholische Aufgabe. Leben und Werk von Franziskus M. Stratmann OP (Dominikanische Quellen und Zeugnisse 26), Freiburg 2022
- mit Stefanie Wahl und Stefan Silber: Papst Franziskus: Mensch des Friedens. Zum friedenstheologischen Profil des aktuellen Pontifikats, Freiburg 2022